# Два в одному
«Два в одному» (рос. Два в одном) — фільм режисера Кіри Муратової 2007 року, що містить в собі дві новели. Кінопремія «Ніка» 2007 року в номінації найкращий фільм СНД та Балтики. 

## Сюжет
Новела перша: «Монтувальники»
У театрі повісився актор. Робочий сцени Уткін (Олександр Баширов) знаходить рано вранці труп, повішений на сценічному Штакет. Це клоун, без якого через кілька годин зірветься вистава, так як заміни немає. Крім того, актори і робочі театру бояться прибрати знятий з петлі труп з центру сцени, поки не приїде міліція і криміналісти.
Труп лежить на сцені, починається підготовка до вистави, репетиції, а далі нашаровуються ще й внутрішні інтриги між богемними персонажами. В кінці новели Уткін, який знайшов труп самовбивці, вбиває свого давнього ворога — прибиральника, скидаючи на нього молоток.
Новела друга: «Жінка життя»
Перша новела плавно перетікає в другу. Про вбивство забули, труп самовбивці так і не прибрали, глядачі вже біля дверей залу, всі квитки на прем'єру продані. Директор вистави вирішує, як викрутитися і грати акторам. Починається спектакль: в залі йде сніг — на сцені громіздкі декорації, де є одне велике вікно, в ньому глядачі і бачать дію другий новели. Поступово спектакль перетворюється в кінофільм, усі умовності першої частини тануть. Дівчина Маша змушена спілкуватися зі своїм батьком (Богданом Ступкою) через його гроші, вона терпить його домагання, так як він, старий збоченець, що від безвиході й самотності не гребує власної дочки. Він погрожує їй сексуальним насильством, якщо вона не познайомить його з будь-якою своєю подругою в новорічну ніч. Маша знайомить батька з робітницею трамвайного депо — це наївна, бідна і проста дівчина Аліса (Рената Литвинова). Батько Маші замикає будинок зсередини, розважає дівчат, грає з ними, смакуючи довгоочікуваний секс, і закохується в Алісу, тоді як Маша поривається вбити батька. Увечері 1 січня батько Маші дзвонить Алісі та просить приїхати й залишитися назавжди. Вона погоджується.

## Знімальна група
- Режисер: Кіра Муратова
- Автор сценарію: Євген Голубенко, Рената Литвинова
- Композитор: Валентин Сильвестров
- Оператор-постановник: Володимир Панков
- Художник-постановник: Євген Голубенко
- Художник по костюмах: Руслан Хвастов
- Декорації: SRS-production

## У ролях
- Богдан Ступка — батько Маші, збоченець і насильник
- Олександр Баширов — монтувальник сцени
- Рената Литвинова — Аліса
- Наталія Бузько — Маша
- Жан Даніель — актор
- Ніна Русланова — робоча сцени
- Сергій Бехтерєв — прибиральник сцени

## Українськомовне дублювання
У 2007 році тодішня очільниця Держкіно Ганна Чміль повідомила, що фільм "Два в одному" є дубльованих українською мовою.

## Реліз
В Україні прем'єра версії фільму з оригінальною російськомовною аудіо-доріжкою в кінопрокаті відбулася восени 2007 року в кінотеатрі «Київ». В Україні прем'єра версії фільму з оригінальною російськомовною аудіо-доріжкою на телебачення відбулася на телеканалі Інтер 9 грудня 2007 року.

## Нагороди та номінації
- Нагорода Премія «Ніка» в категорії за кращий фільм СНД і Балтики (2007)[5]
- Номінація в конкурсній програмі категорії "World Narrative" Трібекського кінофестивалю (2007)[6][7]